# Emanuel Michal
Emanuel Michal (14. července 1894 Starý Plzenec – 18. dubna 1968 Praha) byl přední český seismolog, geolog a odborný publicista zabývající se studiem seismické aktivity v Čechách.

## Život

### Rodina
Pocházel ze starého rodu velkostatkářů ve středních Čechách. Jeho otec Antonín Michal byl ředitelem Měšťanské školy ve Starém Plzenci (v době narození syna Emanuela byl učitelem); matka Marie Michalová, roz. Nepodalová, byla industriální učitelkou. Své povolání však nevykonávala, neboť zůstala v domácnosti a starala se o své tři děti. Emanuel Michal pocházel ze tří dětí. Starší bratr Karel Michal (1892–1956) vystudoval lesní inženýrství a mladší sestra Vlastimila Michalová, provd. Jedličková (1901–1987), byla odbornou učitelkou v Praze.

### Studium
Po maturitě na gymnáziu v Plzni v roce 1913 odešel do Prahy, kde studoval Vysokou školu technickou (dnešní ČVUT). Po roce studia však přešel, pro velký zájem o studium přírodních věd, na Přírodovědeckou fakultu Univerzity Karlovy. Po absolvování vysoké školy učil přírodopis a zeměpis v řadě měst mladé Republiky československé. Kupříkladu v Lipníku nad Bečvou, na reálném gymnáziu v Mladé Boleslavi či na reálném gymnáziu v Praze-Karlíně (kde byl jeho studentem přední český fotograf Václav Chochola). Dne 18. března 1931 byl na Masarykově univerzitě v Brně prohlášen doktorem přírodních věd.

### Práce a odkaz

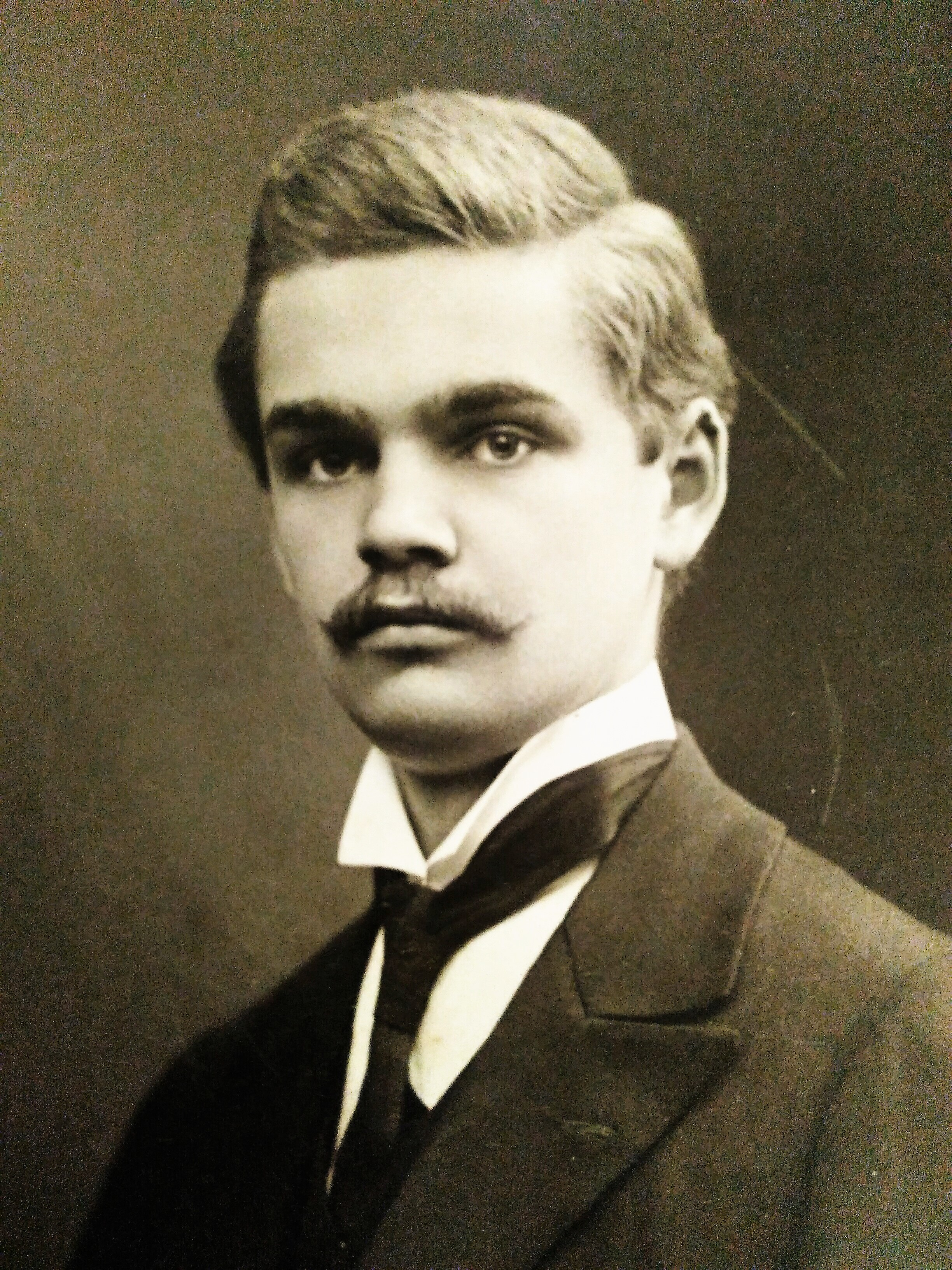
RNDr. Emanuel Michal v roce 1913

Od mládí se zajímal o různé vědní obory, které často přesahovaly rámec přírodních věd. Už v době vysokoškolských studií se začal zajímat o seismologii a po jejich dokončení se centrem jeho zájmu stala seismologie v Českém masivu. Od roku 1928 začal být publicisticky činným. Např. v roce 1928 uveřejnil následující články: „Dávná zemětřesení v Českých zemích“ a „Zemětřesení v Českém masivu“ (Bull. sismique, A. II. No 1). V roce 1931 se zúčastnil Mezinárodního geofyzikálního kongresu v Paříži. Již jako mladý profesor byl citován v Ottově naučném slovníku, a to v Dodatcích (Ottův slovník naučný Nové doby – Dodatky vyd. 1936).
Jeho celoživotní dílo nesmělo být za jeho života publikováno. Po Únoru 1948 byl perzekvován, zbaven pozice profesora na karlínském gymnáziu, a namísto toho jmenován řadovým učitelem na jedenáctiletce. V důsledku těchto křivd se psychicky zhroutil a byl převeden do invalidního důchodu. V období pražského jara se na něj obrátili zástupci Geofyzikálního ústavu Československé akademie věd s tím, že jeho zpracovávaný materiál velkého rozsahu by rádi přijali a prezentovali na chystaném mezinárodním kongresu ve Francii. Po zralé úvaze se rozhodl své dílo vydat pod podmínkou, že svou práci na kongresu obhájí. Nebylo mu to však umožněno a práci musel pod tlakem předat.
Několik let před smrtí mu byla nabídnuta spolupráce s Československou akademií věd. 
Dne 18. dubna 1968 zemřel v Praze v Thomayerově nemocnici na následky mozkové mrtvice. Po jeho smrti rodina, prostřednictvím jeho neteře Jany Jedličkové, provd. Šedivé (*1934), celoživotní dílo vč. archivu předala Geofyzikálnímu ústavu Československé Akademie věd.
Byl svobodný a bezdětný. Od roku 1936 až do své smrti žil s rodinou své sestry.

### Podpora českých umělců
Za první republiky se stal členem Umělecké besedy a členem spolku Mánes. Navázal tak kontakt s řadou českých umělců např. s Kamilem Lhotákem, Vlastimilem Radou, Františkem Tichým, Františkem Hudečkem, Františkem Pavelkou, Františkem Grossem, Jiřím Trnkou, Josefem Ladou, Pravoslavem Kotíkem, Adolfem Hoffmeistrem či s Levem Šimákem. S mnohými je spojovalo celoživotní přátelství. V době druhé světové války finančně podporoval řadu českých umělců.

### Sbírka minerálů a meteoritů
Jakožto vědec zabývající se studiem přírodních věd za svůj život nashromáždil rozsáhlou sbírku nerostů, minerálů a meteoritů. Po jeho smrti darovala rodina, dle jeho přání, sbírku Národnímu muzeu v Praze.

## Dílo (výběr)
- Nové objevy v aragonitových jeskyní u hranic. (Věda přír. 1934)
- Záhorská kronika. (1930)
- Přehled zemětřesných jevů v Českém masivu. (Bull. seismique, Praha 1928)
- Literatura o zemětřesení v Čechách do r. 1620. (Věstník Čes. Akademie věd 1942)
- Zemětřesení na Vysočině (Vlastiv. sbor. Vysočiny, odd. přírod. Jihlava.) etc.